# Czeskie Budziejowice 3
Czeskie Budziejowice 3 (czeski: České Budějovice 3) – część gminy i obszaru katastralnego w Czeskich Budziejowicach. Zajmuje powierzchnię 7,347. Od południa jest ograniczony przez zabytkowe centrum miasta za (Czeskie Budziejowice 1), Wełtawę na zachodzie, od północy przez tory kolejowe i Rudolfovský potok, a na wschodzie przez Rudolfovská třída. Znajduje się tu 83 ulice i 2606 adresów.